# علاء الدين علي الطوسي
علاء الدين علي الطُّوسي (ت. 877هـ / 1473م) هو متكلم وفقيه حنفي، من أهل سمرقند.
هو علاء الدين علي بن محمد الطوسي البتاركاني. أقام في الاستانة، وحظي لدى السلطان مراد العثماني ثم لدى ابنه محمد ابن مراد الشهير بالفاتح، ورحل إلى تبريز، ومنها إلى ما وراء النهر. مال إلى التصوف في آخر حياته، وتوفي بسمرقند.

## آثاره
من كتبه:

غلاف «كناب الذخيرة»، مطبعة مجلس دائرة المعارف النظامية، حيدر آباد الدكن، 1317 هـ.

- «الذخيرة» في المحاكمة بين كتابي تهافت الفلاسفة للغزالي والحكماء لابن رشد، ويعرف هذا الكتاب أيضا باسم «تهافت الفلاسفة». وكان السلطان محمد الفاتح أمره بتأليف هذا الكتاب.[3]
- «حاشية على التلويح للتفتازاني» في الأصول.
- «حواش» على شرح المواقف.